# Declinación del portugués
La declinación de la lengua portuguesa es casi exclusivamente en el género (masculino y femenino) y número (singular y plural). Solo los pronombres personales sufren los casos de declinación (rectos y oblicuos), y, en cierto modo, las contracciones de preposiciones con los artículos también pueden ser considerados marcas de caso, a saber:
- Nominativo-acusativo: utiliza tanto como sujeto y objeto directo: o, a, os, as.
- Genitivo: do, da, dos, das (contracción de la preposición de + o, a, os, as)
- Dativo: ao, à, aos, às (contracción de la preposición a + o, a, os, as)
- Locativo: no, na, nos, nas (contracción de la preposición em + o, a, os, as)
- Ablativo: pelo, pela, pelos, pelas (contracción de la preposición per (arcaísmo en desuso) + o, a, os, as)
- Ablativo arcaico: polo, pola, polos, polas (contracción
- de la preposición por + o, a, os, as); esta forma se mantiene viva en el portugués de Galicia.
- Comitativo: co, coa, cos, coas (contracción de la preposición com + o, a, os, as); el uso del caso comitativo con el artículo definido es un arcaísmo excepto en el idioma gallego.

- Datos: Q8354357